# Чакская война
Ча́кская война́ (исп. Guerra del Chaco, гуар. Cháko Ñorairõ) — вооружённый конфликт между Парагваем и Боливией, происходивший в 1932—1935 годах за обладание частью области Гран-Чако, которая, как считалось, имела большие запасы нефти.
Хотя Боливия имела доходы от добычи полезных ископаемых и более крупную и оснащённую армию, она проиграла войну, и к концу войны Парагвай контролировал бо́льшую часть спорной зоны. По окончательным мирным договорам две трети спорных территорий были переданы Парагваю. Чакская война стала самой кровопролитной войной между государствами Латинской Америки в XX веке.

## Территориальный спор

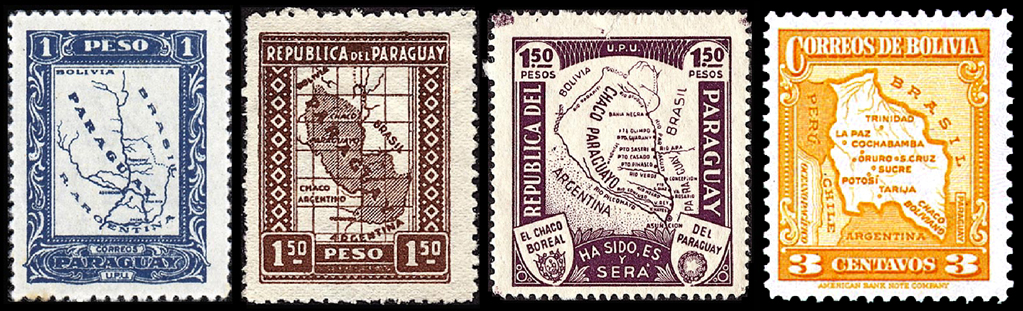
Почтовые марки Парагвая (1924, 1927 и 1932 гг.) и Боливии (1928 г.). На марке Парагвая 1924 г. граница с Боливией не указана, в 1927 г. граница проходит к северу от Гран-Чако — позже она переместилась ещё дальше на север со спорной территорией, названной Парагвайским Чако; с лозунгом «было, есть и будет [нашим]». Боливийская марка обозначает регион как свой.

Хотя регион Гран-Чако, или Чако-Борреаль, площадью 600 000 км² был малонаселённым, контроль над рекой Парагвай, протекающей через него, обеспечивал Боливии доступ к Атлантическому океану. Это стало особенно важным для Боливии, потерявшей свое тихоокеанское побережье после Второй Тихоокеанской войны. Парагвай потерял почти половину своей территории в результате Парагвайской войны, и страна не была готова отказаться от экономических выгод, связанных с освоением территории Чако.
В международном арбитраже Боливия утверждала, что этот регион был частью первоначальной испанской колониальной провинции Моксос и Чикитос, правонаследницей которой являлась Боливия. У Парагвая были свои доводы, обоснованные хозяйственным освоением территории - тем, что парагвайские и аргентинские плантаторы уже разводили скот в Чако и вырубали леса квебрахо для производства танина, а немногочисленные кочевые племёна, говорившие на гуарани, этнически были связаны с парагвайцами. По состоянию на 1919 г. аргентинские банки владели 400 000 гектарами земли в восточной части Чако, а влиятельная семья аргентинского олигарха Касадо владела 141 000 гектаров.

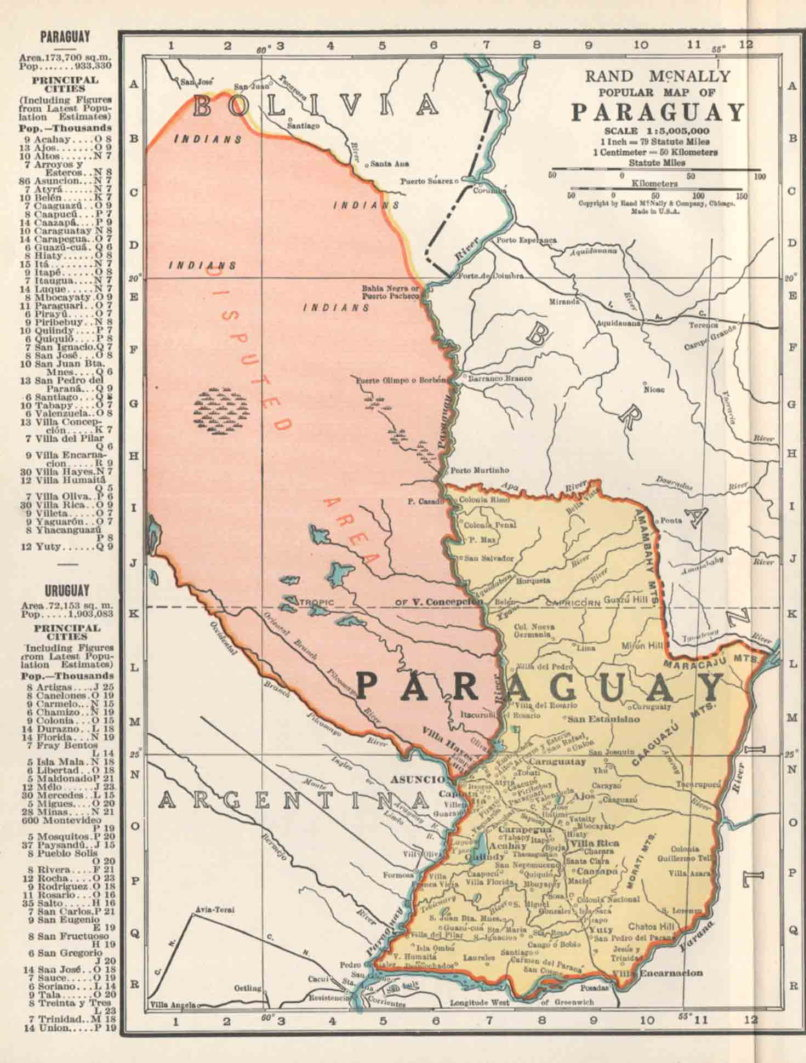
Карта Парагвая, 1935 год

Первая конфронтация между двумя странами началась в 1885 году, когда боливийский предприниматель Мигель Аранья Суарес основал Пуэрто Пачеко — порт в верховьях реки Парагвай, к югу от Баия-Негра. Он предположил, что новое поселение находится на территории Боливии, но Боливия фактически признала Баия-Негра парагвайским. Правительство Парагвая отправило военный отряд, который в 1888 году насильственно изгнал боливийцев из этого района. За этим последовали два соглашения в 1894 и 1907 годах, которые ни боливийский, ни парагвайский парламенты так и не одобрили. Тем временем в 1905 году Боливия основала два новых форпоста в Чако — Балливиан и Гуачалла — на этот раз вдоль реки Пилькомайо, при этом правительство Боливии проигнорировало вялый официальный протест Парагвая.

## Причины войны
Причины войны обычно связывают с давним территориальным спором и открытием нефтяных залежей в восточной части Анд. В 1929 году Лимский договор положил конец надеждам Боливии на восстановление выхода к Тихому океану, который считался необходимым для развития экономики и торговли. Напряжение увеличилось после конфликта между нефтяными компаниями, борющимися за права на разведку и добычу, при этом британская Royal Dutch Shell поддержала Парагвай, а американская Standard Oil — Боливию. Открытие залежей нефти в предгорьях Анд вызвало слухи, что в Чако могут оказаться богатые месторождения нефти. К тому моменту Standard Oil уже добывала нефть из скважин в районе Вилья-Монтес на востоке Боливии. Однако неясно, была ли война вызвана исключительно интересами этих компаний, а не целями Аргентины импортировать нефть из Чако .

## Обострение ситуации
Боливийское проникновение в регион не встречало сопротивления до 1927 года. 27 февраля пеший патруль парагвайской армии был задержан у реки Пилькомайо и удерживался в боливийском форпосте, фортине (форт по-испански) Сорпреса, где командир парагвайского взвода лейтенант Адольфо Рохас Силва был застрелен при подозрительных обстоятельствах. Хотя правительство Боливии формально лишь сожалело о смерти Рохаса Силвы, общественное мнение Парагвая назвало это «убийством». После того как последующие переговоры, организованные в Буэнос-Айресе, не привели к достижению какого-либо соглашения, спор обострился.
5 декабря 1928 года парагвайское кавалерийское подразделение захватило фортин Вангуардия, передовой пост, созданный боливийской армией у реки Парагвай в нескольких милях к северо-западу от парагвайского поселка Баия-Негра. Парагвайцы захватили 21 боливийского солдата и сожгли строения фортина. 15 декабря боливийцы ответили воздушным ударом по Баия-Негра, в результате чего был нанесён небольшой ущерб. Одновременно 14 декабря боливийцы захватили фортин Бокерон, расположенный в центральной части Чако, убив 15 парагвайцев. Хотя 12 сентября 1929 года в Вашингтоне под давлением Панамериканской лиги была достигнута договоренность о восстановлении статус-кво, гонка вооружений уже началась, и обе страны шли на столкновение. Регулярные пограничные столкновения могли привести к войне в 1920-х, если хотя бы одна из сторон была способна вести войну против другой.

## Армии и вооружение

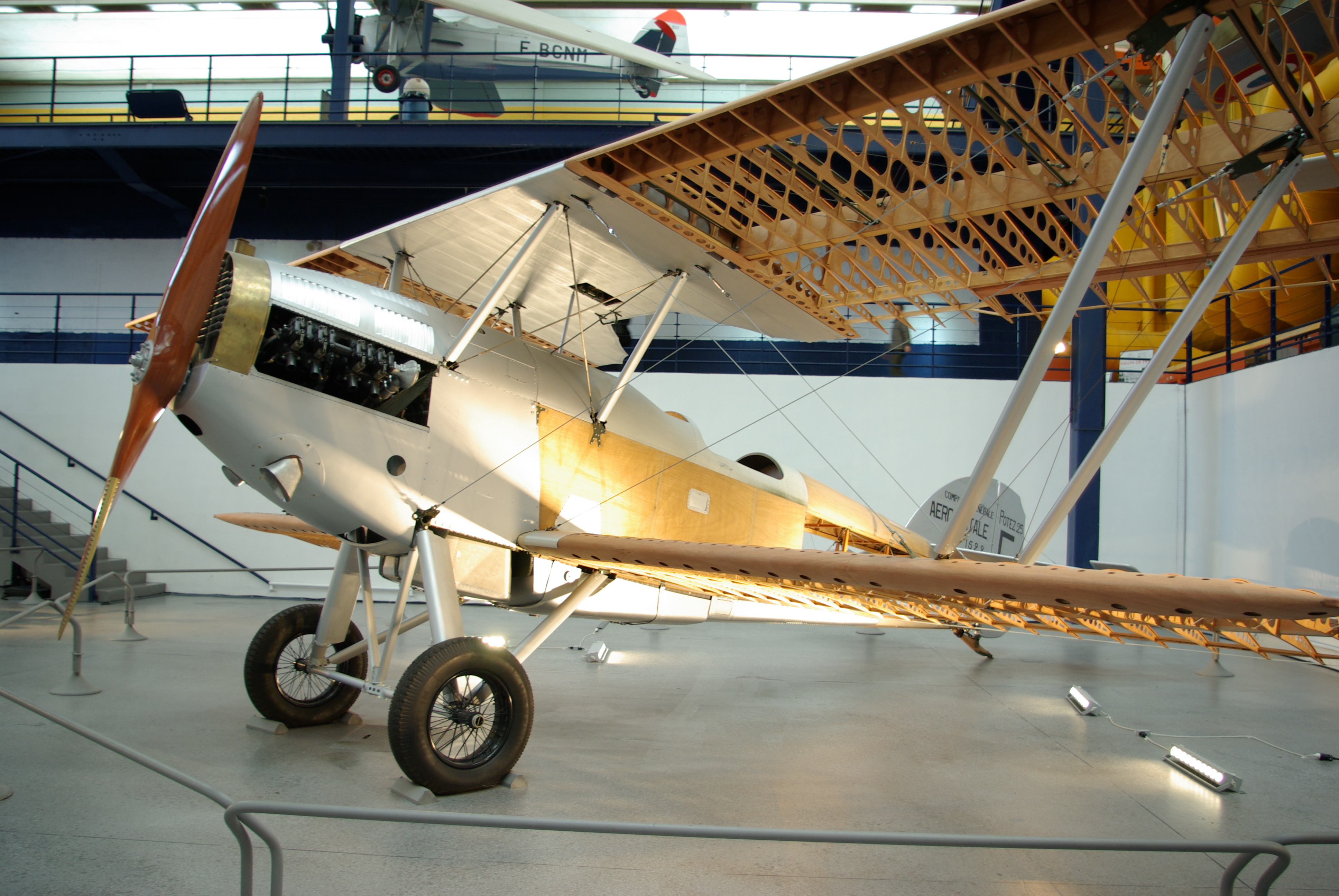
Potez 25

Обе страны не имели выхода к морю, они столкнулись с трудностями при доставке оружия и товаров через соседние страны. Ни Парагвай, ни Боливия не имели оборонной промышленности, и обеим сторонам пришлось импортировать огромное количество оружия из Европы и США, чтобы вооружиться для предстоящего конфликта.
Так как у Боливии было более прочное финансовое положение, в 1926 году она заключила контракт с британской фирмой по производству вооружений Виккерс на поставку сотен станковых и ручных пулемётов, более 100 артиллерийских орудий, огромного количества боеприпасов и даже нескольких танкеток и танков. Виккерс также производил некоторые из лучших истребителей того времени, поэтому боливийцы приобрели истребители Vickers Vespa и Тип 143. К 1932 году Боливия имела исключительно хорошо вооружённую регулярную армию численностью 6000 человек и 30 тысяч резервистов. У неё были современные военно-воздушные силы численностью 40 самолётов.
Парагвайцы до предела напрягали свою национальную экономику, пытаясь купить достаточно оружия, чтобы противостоять военной мощи Боливии. Они покупали винтовки Маузера в Испании, ручные пулемёты Мадсена в Дании и станковые пулемёты Браунинг в США. Поскольку в 1920-х годах французская военная миссия обучала парагвайцев, последние купили 75-мм и 105-мм полевые орудия у французской компании Шнайдер. Имея очень небольшие финансовые ресурсы, парагвайская армия ограничила закупки артиллерии и вместо этого закупила 81-мм минометы Брандта-Стокса, оправдавшие себя в боях. Военно-воздушные силы Парагвая, примерно вдвое меньшие по размеру, чем у Боливии, были оснащены французскими легкими бомбардировщиками Potez 25 и истребителями Вибо 73. К 1931 году Парагвай имел 4000 солдат регулярной армии и был готов мобилизовать еще 16 тысяч.

## Начало войны

Карта основных фортов, застав и населённых пунктов

Открытие озера Питиантута (одного из немногих водоемов в этом районе древовидных саванн) и последовавший за этим спор стали поводом к войне. В июле 1931 года парагвайские солдаты основали форт Карлос Антонио Лопес на берегу озера.
14 июня 1932 года боливийское подразделение под командованием майора Москоса двинулось на эту позицию и на следующий день заняло её. Месяц спустя, 16 июля, Асунсьон отправляет один пехотный полк, оснащённый 81-мм миномётами, который отвоёвывает форт.
Президент Боливии Даниэль Саламанка отдает приказ о возмездии и направляет свои войска против позиций противника. В итоге в период с 27 июля по 31 июля 1932 г. в ходе наступления боливийские военные заняли форты Карралес, Толедо и Бокерон.
Парагвай призвал Боливию вывести войска. Международная комиссия снова пытается успокоить ситуацию, но из-за непримиримости Ла-Паса война стала неизбежной.
В августе Боливия усилила свою Первую армию, численностью 4000 человек, которая уже находилась в зоне конфликта, до 6000 человек.
Нарушение Боливией хрупкого статус-кво в спорных районах Чако убедило Парагвай в невозможности дипломатического решения на приемлемых условиях. Вновь возглавивший страну президент Парагвая Эусебио Айяла отдал генеральному штабу приказ отбить три форта. В августе Парагвай мобилизовал более 10 000 военнослужащих и направил их в регион Чако. Подполковник Хосе Феликс Эстигаррибия был назначен командовать войсками, действующими в регионе Чако.

## Ход войны

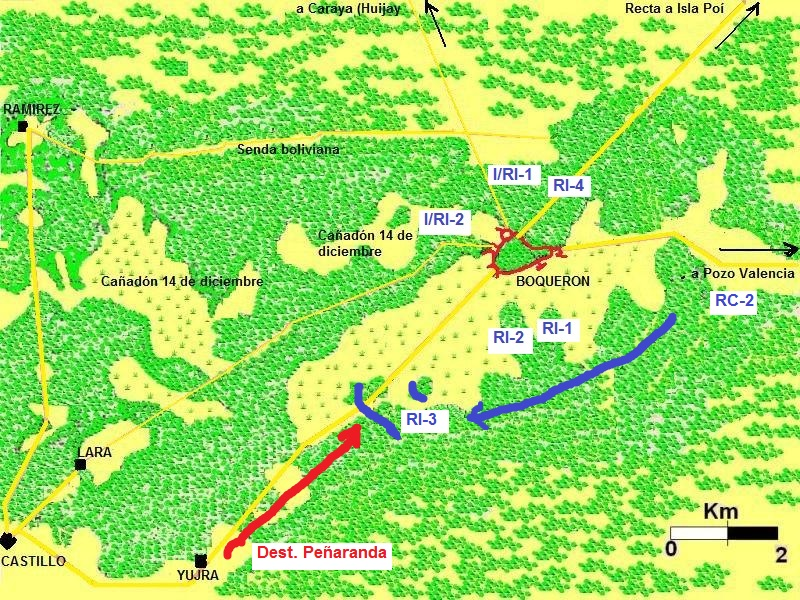
Бои за Бокерон 9 – 29 сентября 1932 г.

### Битва за форт Бокерон
В начале сентября 1932 года Эстигаррибия сосредоточил 1-й парагвайский корпус и начал наступление с целью отбить захваченный боливийцами форт Бокерон, защищаемый несколькими сотнями боливийских солдат. В операции приняли участие ВВС обеих сторон.
8 сентября два боливийских бомбардировщика обнаружили приближение колонны 2-го полка парагвайской армии и атаковали её, нанеся значительный урон. Несмотря на это наступление продолжилось, и 9 сентября парагвайцы атаковали форт. Так как взять его штурмом не удалось, началась осада. Утром 9 сентября колонна грузовиков 14-го полка парагвайской армии попала в засаду и была уничтожена отрядом под командованием подполковника Росендо Вильи, которому также удалось разгромить парагвайскую артиллерийскую батарею.
Парагвайская артиллерия являлась одной из главных целей боливийской авиации. Но из боёв 8-9 сентября 1932 года парагвайцы извлекли надлежащие уроки. Маскировка стала приоритетом, позволяя незаметно перемещать войска.
Под Бокероном боливийская авиация использовалась как для ударов по осаждающим форт войскам, так и для сброса припасов осаждённым. Умелое использование парагвайцами зенитной артиллерии привело к тому, что боливийским самолётам стало крайне небезопасно летать на малых и средних высотах, а бомбардировки и сброс снаряжения с больших высот были неточными — в результате бо́льшая часть припасов попадала в руки осаждающих. 17 сентября 1932 года боливийское командование направило приказ гарнизону продержаться ещё 10 дней, готовя прорыв блокады. Но эта операция провалилась и в результате форт пал 29 сентября.
В битве за форт Бокерон боливийский гарнизон из 619 человек продержался почти три недели, сражаясь против 7.500 парагвайских солдат, потеряв 150 человек погибшими. Потери парагвайцев составили примерно 500 человек.

### Арсе. Юкра
С 8 октября 1-й парагвайский армейский корпус, пополненный и усиленный новой 4-й дивизией, возобновил наступление в районе Арсе — Юкра. Хотя боливийский штаб отдал приказ ожесточенно сражаться за каждый метр земли, боевой дух его войск быстро упал. Хотя Боливии, имея более многочисленную и лучше обученную армию, сначала удалось добиться значительных успехов, большие трудности для боливийской армии стал представлять тот факт, что её солдаты не привыкли к жаркому и влажному климату в сезон дождей и к сильной засухе в остальное время года. Парагвайцы также лучше знали местность  и проявили большую решимость, несмотря на устаревшее вооружение и недостатки в обучении.
Фортин Юкра пал 12 октября, а фортин Арсе — несколько дней спустя, где парагвайцы захватили отличные трофеи, несмотря на попытки их противника разрушить оставленные склады. Двигаясь с юга на северо-запад, они восстановили контроль над регионом.
5 ноября боливийцы предприняли ограниченную контратаку и сумели стабилизировать фронт, в частности, отбив фортин Платанильос. 700 парагвайцев, однако, сумели отойти.
После первых месяцев боёв обе стороны на некоторое время прекратили активные действия. Понесённые потери требовали восполнения.
Боливия заказала в США 20 новых бипланов-разведчиков и лёгких бомбардировщиков Кёртисс-Райт CW-14R Оспрей. Они стали основой боливийской авиации и использовались до конца войны. Также в США было заказано 9 истребителей, а в Германии — 3 транспортных Ю-52.
Тем временем Парагвай провёл полную мобилизацию. Было куплено 14 лёгких бомбардировщиков Потез 25 французского производства. Из Италии поступили 5 истребителей Фиат CR20bis.
В декабре 1932 года в Боливии завершилась военная мобилизация. Генерал Ганс Кундт, бывший немецкий офицер, воевавший на Восточном фронте в годы Первой мировой войны, был призван президентом Саламанкой возглавить боливийское контрнаступление. С начала века Кундт периодически служил военным советником в Боливии и установил хорошие отношения с офицерами боливийской армии и политической элитой страны.

### Первая Нанава

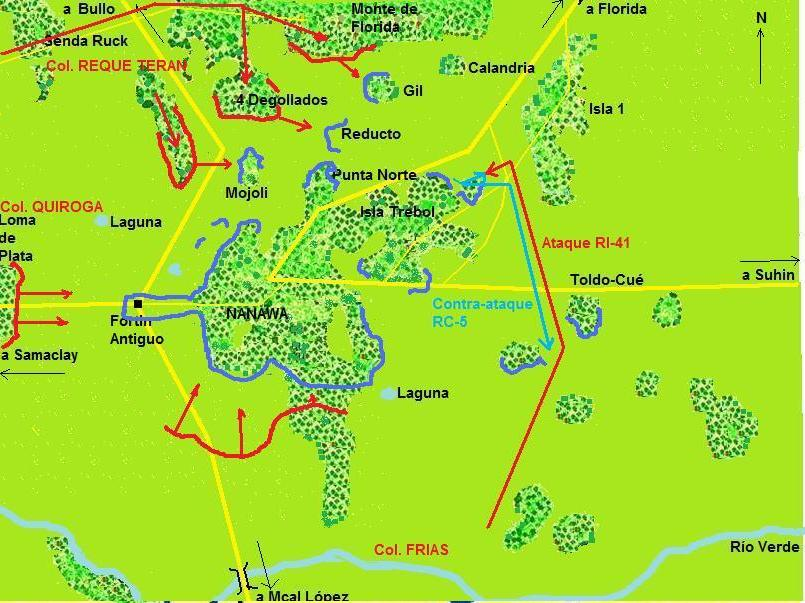
Первая Нанава. 20—26 января 1933 года

Форт Нанава был выбран в качестве главной цели боливийского наступления, и за ним должен был последовать парагвайский командный центр в Исла-Пои. Их захват позволял Боливии достичь реки Парагвай и поставить под угрозу парагвайский город Консепсьон. Захват фортинов Корралес, Толедо и Фернандес 2-м боливийским корпусом также был частью плана наступления Кундта.
В январе 1933 года 1-й боливийский корпус начал наступление на форт Нанава, который считался парагвайцами опорой своей обороны. В нём были зигзагообразные траншеи с колючей проволокой и множество пулемётных гнёзд, некоторые из которых были расположены на стволах деревьев. Вначале боливийские войска атаковали ближайший парагвайский форпост Марискаль Лопес, который изолировал Нанаву с юга.
20 января 1933 года Кундт, лично командовавший боливийскими войсками, приказал начать атаку.
7-я дивизия под командованием полковника Х. Родригеса, одна из лучших в боливийской армии, при сильном артиллерийском обстреле позиций противника и поддержке двенадцати самолетов двинулась тремя колоннами с задачей окружить форт и занять его лобовым штурмом. Форт защищала 5-я парагвайская дивизия под командованием подполковника Л. Ирразабала. Однако из-за недостаточной координации действий и отчаянного сопротивления парагвайцев, понеся тяжёлые потери, 24 января боливийцы, полуокружив Нанаву, вынуждены были прекратить наступление. С февраля по июнь 1933 года фронт на этом участке оставался стабильным.
В это же время боливийскому 2-му корпусу удалось захватить фортины Корралес и Платанильос, но не удалось взять фортины Фернандес и Толедо. После осады, продолжавшейся с 26 февраля по 11 марта 1933 года, 2-й корпус прекратил наступление на Толедо и отошел на линию обороны, построенную в 15 километров от фортина Корралес.

### Алигуата, Кампо Хордан, Арсе
Так как боливийское наступление было парализовано на северном и южном флангах линии фронта, Кундт решил воспользоваться промежутком в позициях парагвайцев в более чем 50 километров и атаковать центральный сектор. С недавно созданной 9-й дивизией он неожиданно вышел на правый фланг парагвайцев северо-западнее Нанавы и 13 марта захватил форт Алигуата. Одновременно 8-я дивизия полковника Р. Моранта должна была начать второе наступление на Фернандес (Эррера).
Захват Алигуаты перерезал дорогу, ведущую на Сааведра, маршрут снабжения 1-й парагвайской дивизии подполковника Фернандеса, который оборонялся на Седьмом километре, Двенадцатом километре и в Кампо Хордан. Поэтому он, прикрывшись беспокоящим артиллерийским огнем по позициям противника, 15  марта эвакуировал Кампо Хордан и 17-го прибыл со своей колонной в Гондру.
После захвата Алигуаты 9-я боливийская дивизия атаковала Арсе (Франсия). Три боливийских полка пытались прорвать оборону парагвайцев, но понесли тяжёлые потери. Когда Кундт понял, что эти оборонительные линии не являются основными, он приказал приостановить атаки и дожидаться развития успеха у Фернандеса (Эррера), чтобы затем наступать на Арсе с двух направлений, южного и северо-западного.
10 марта 1933 года 8-я боливийская дивизия (около 2000 солдат, 52 пулемета, 7 орудий), поддержанная с воздуха, выдвинулась к Фернандесу (Эррера). Полковник Морант послал полковника Луиса Сааведру с двумя полками окружить форт и перерезать дорогу, связывающую его с Арсе. Колонна Сааведра потеряла ориентацию в холмах. Не зная, где находится группа Сааведры, Морант начал последовательные и кровавые фронтальные атаки, которые были отбиты парагвайцами. Когда Сааведра наконец достиг своей цели, он был атакован противником, вышедшим из Арсе, и должен был вернуться на исходную позицию. Наконец, 27 марта, после нескольких дней атак, боливийские войска отступили к Платанильосу.
За шесть месяцев наступления генералу Кундту удалось только захватить Корралес, Алигуату и ликвидировать парагвайский прорыв на Седьмом и Двенадцатом километрах. Затем он вернулся к своему первоначальному плану: захватить стратегический форт Нанава на юге.

### Вторая Нанава

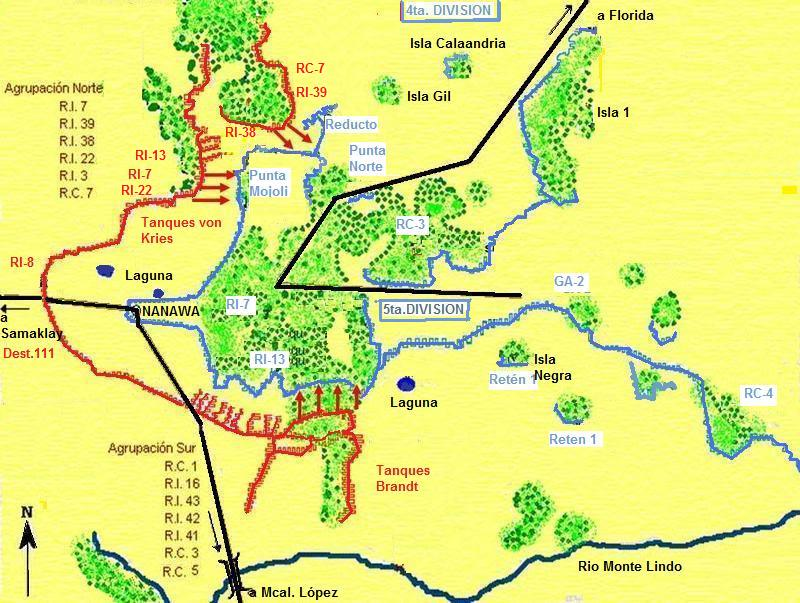
Вторая Нанава. 4—7 июля 1933 года

4—7 июля 1933 года боливийцы предприняли новую попытку захватить Нанаву. Бои из Нанаву стали крупнейшей лобовой атакой за всю войну.
Когда Кундт, имевший превосходство в силах, начал фронтальную атаку на форт, Эстигаррибия, до того предполагавший на основании результатов разведки, что концентрация боливийских сил предназначена для обхода фортина и дальнейшего продвижения в глубь обороны, понял ошибку своего противника и приказал подполковнику Ирразабалу сопротивляться до последнего человека и максимально обескровить боливийскую армию. Атакующие использовали авиацию и танки в качестве непосредственной поддержки, а также имели огромное превосходство в артиллерии, но им при лобовых атаках не хватало точной координации между авиацией, артиллерией, танками и пехотой. Боливийцам удалось с огромными потерями прорваться в различные секторы оборонительной системы парагвайцев, но они были отбиты контратакой резервов.
В результате этого наступления погибло более 2000 боливийцев по сравнению с 189 убитыми и 447 ранеными парагвайцами. У участников боёв «Вторая Нанава» получила название «Верден Чако».

### Гондра
Воспользовавшись сосредоточением сил перед Нанавой и последующим провалом боливийской атаки, парагвайский подполковник Рафаэль Франко спланировал окружить и уничтожить 4-ю боливийскую дивизию полковника Пеньяранды у Гондры. 11 июля 1933 года один парагвайский полк вместе с батальоном подкрепления продвинулся с южного фланга и на следующий день отрезал единственный путь снабжения противника почти у командного пункта Пеньяранды и его дивизионной артиллерии. Был захвачен госпиталь 4-й дивизии. Одновременно была проведена фронтальная атака на позиции противника у Гондры, отбитая боливийцами. Пеньяранда не стал дожидаться повторной атаки и отдал приказ на отступление, поэтому к 15 июля 1933 года, когда парагвайские войска окончательно перерезали путь к Алигуате, 4-я дивизия смогла полностью выйти из окружения.

### Рохас Сильва (Фалькон)
После провала при Нанаве и отхода 4-й дивизии из Гондры Кундт хотел взять Рохаса Сильву (Фалькон), чтобы стереть впечатление от провала его наступления и потери инициативы. Не дожидаясь подкрепления, чтобы восстановить свои истощенные и уставшие подразделения, Кундт послал недостаточные силы на большое расстояние в наступление. По его приказу 3 августа 1933 года два полка 9-й дивизии под командованием майора Х. Родригеса покинули Алигуату и после двух дней изнурительного марша 5-го числа неожиданно появились перед фортом Фалькон. Боливийские подразделения, с лёгкостью овладев первыми линиям обороны парагвайцев, атаковали вторую линию и попытались её взять. Но, потеряв преимущество внезапности и столкнувшись с подошедшими подкреплениями, майор Родригес, потеряв много людей и оказавшись без боеприпасов, был вынужден отступить в близлежащие горы, откуда после короткого отдыха вернулся в Алигуату.

### Кампо-Гранде

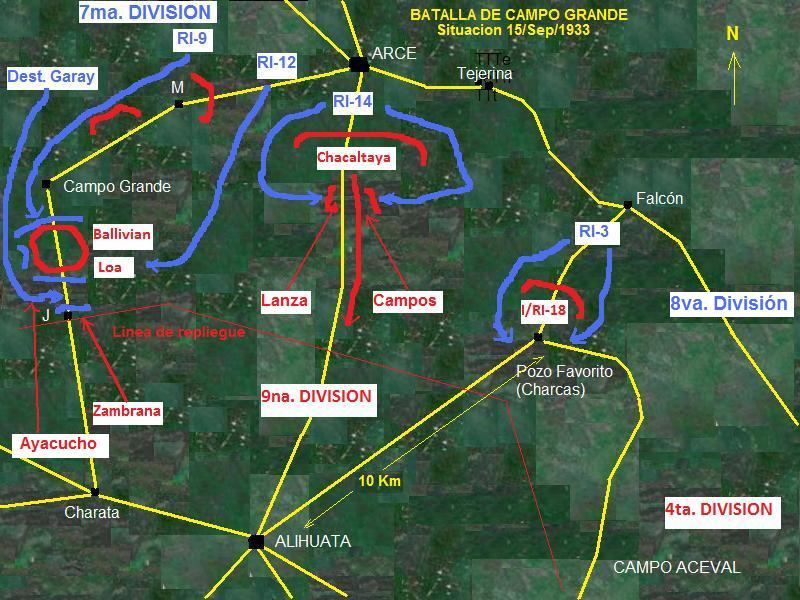
Кампо-Гранде. 12—15 сентября 1933 года

12 сентября 1933 года парагвайская 7-я дивизия подполковника Ортиса, насчитывающая около 3.000 солдат, успешно окружила два боливийских полка, которые защищали передовые секторы форта Алигуата южнее Кампо-Гранде.  Кундт и его начальник штаба Торо ошибочно оценили, что центр тяжести атаки противника будет направлен южнее Арсе, а не на левом фланге, в Кампо-Гранде, где действовала почти вся усиленная парагвайская дивизия, и отправили подкрепления в небольшом количестве и когда ситуация стала почти безвыходной.
Боливийцы, продержавшись трое суток, терзаемые жаждой, когда на человека приходилось только пол-литра воды в день, сдались 15 сентября во второй половине дня. Всего капитулировало 509 солдат и офицеров. После этих боев среди боливийских офицеров и солдат стала расти деморализация. Они все больше и больше не доверяли приказам, которые получали от своего высшего командования.
После захвата Кампо-Гранде парагвайская армия освободила район Арсе и стала контролировать дороги из Арсе в Фернандес и из Арсе в Пуэсто-Соса и Муньос, что было непременным условием для последующего наступления на юг. Хосе Феликс Эстигаррибия получил звание генерала и стал единственным офицером в этом звании в парагвайской армии, участвовавшим в боевых действиях до конца войны.

### Кампо-Виа
3 декабря 1933 года, воспользовавшись сильной бурей, затруднившей радиосвязь, авангард 7-й парагвайской дивизии достиг Кампо 31 и перерезал дорогу Сааведра—Алигуата, поставив 9-ю боливийскую дивизию, оборонявшую Алигуату, под угрозу окружения. В тот день генерал Эстигаррибия лично взял на себя тактическое руководство операцией. Другие парагвайские войска (четыре дивизии) перерезали второй маршрут, который шел через Посо-Негро в сторону Сааведры. Видя, что он не получит помощь для сдерживания создаваемого окружения, 7 декабря командир 9-й дивизии полковник К. Бансер решил отвести свою дивизию третьим маршрутом, который всё ещё оставался свободным. Форт Алигуата был эвакуирован и сожжен — новость, которую правительство скрыло от народа Боливии. 7.000 человек 9-й дивизии незаметно покинули окопы и, испытывая жажду, стали продвигаться на юго-восток к 4-й дивизии, сражавшейся в районе Гондры.
Но Бансер не мог предвидеть того, что рано утром 7 декабря боливийский фронт у Гондры, сдерживаемый 4-й дивизией, пал в результате внезапной ночной атаки 1-й парагвайской дивизии подполковника Р. Франко. Боливийская дивизия отступила в тот же район, куда шла 9-я дивизия.
9-я и 4-я боливийские дивизии встретились в районе Кампо-Виа, где они были окружены парагвайскими войсками. Вечером 10 декабря боливийцы попытались прорвать кольцо окружения, но боливийская авиация, вылетевшая на поддержку, по ошибке разбомбила ударный полк. Лишь полку майора Г. Буша (900 человек) в ожесточённых боях и с тяжёлыми потерями удалось прорваться. 11 декабря две окружённые дивизии (7.500 солдат) были вынуждены сдаться. Парагвайцы захватили 8000 винтовок, 536 пулемётов, 25 миномётов, два танка и 20 артиллерийских орудий. Захваченное вооружение значительно увеличило мощь парагвайской армии и позволило сформировать новые части. См. карты
Оставшиеся боливийские войска отступили в свой штаб в Муньосе, который 18 декабря был подожжён и эвакуирован. Кундт подал в отставку с поста командующего боливийской армии. Новым командующим в Чако был назначен генерал Э. Пеньяранда.

### Перемирие и создание новой боливийской армии
После поражения в Алигуате и Кампо-Виа у боливийской армии осталась боеспособной только 7-я дивизия, которая должна была отойти из района Нанавы в сторону Магариньоса. Парагвайский президент Айяла считал, что он выиграл войну и что Боливия без армии не имела другого выбора, кроме как капитулировать и просить мира, и, чтобы дать время для дипломатии, он предложил перемирие, которое правительство Боливии немедленно приняло.
Двадцатидневное перемирие с 19 декабря 1933 г. по 6 января 1934 г. полностью благоприятствовало Боливии, которая приняла перемирие, чтобы выиграть время и сформировать новую армию. Когда перемирие истекло, вновь сформированная боливийская армия насчитывала в общей сложности 18 полков, численность которых превосходила численность полков, которыми командовал Кундт годом ранее. Правда, офицерский состав новосозданной армии был неопытен и мало компетентен. Капитаны или майоры с небольшим опытом стали командовать полками. Пришлось нанимать иностранных наёмных офицеров, особенно чилийцев, которых с апреля до конца 1934 года было набрано 105 человек. Солдатам не хватало хорошей подготовки и боевого опыта, а самое главное, их моральный дух и мотивация были низкими.

### Магариньос
После поражения при Кампо-Виа и оставления Муньоса боливийское командование решило оказать сопротивление на 32-х километровой «линии Магариньос — Ла-Чина», упиравшейся правым флангом в реку Пилькомайо. 11 февраля парагвайцам удалось пробить 300-метровую брешь в этой мощной оборонительной линии, через которую они проникли на 7 километров в тыл противника. На следующий день защитники покинули укрепления без боя, предварительно разрушив форт Магариньос. У боливийцев 60 погибших и раненых, у парагвайцев 10 убитых и 27 раненых.

### Каньяда-Тариха
На северном фланге театра военных действий 20 марта 1934 года 6-я парагвайская дивизия подполковника Ф. У. Смита перехватила в Каньяда-Тариха боливийский полк из новой 9-й боливийской дивизии. Так как командование дивизии располагалась за 250 километров от района боев, это привело к интенсивному использованию радиотелеграфных средств, которые были перехвачены и расшифрованы парагвайцами, что позволяло предвидеть движения боливийцев. По этой причине эти бои также известны как "битва шифровальщиков". Парагвайский командир окружил два боливийских батальона, захватив весь парк боеприпасов полка. Попытка выручить окружённых не увенчалась успехом. Боливийский полк сдался, потеряв более 1000 человек убитыми, пленными, ранеными и дезертировавшими, а также всё своё оружие.
28 марта 1934 года парагвайские войска вошли в Гаррапаталь и заняли оборонительные позиции за пределами форта. Результат этого боя серьёзно повлиял на общественное мнение Боливии, поскольку он продемонстрировал, что новая армия ещё не соответствует требованиям войны.

### Каньяда-Стронгест
Парагвайское командование решило прорваться через открытое пространство между двумя боливийскими корпусами до реки Пилькомайо и изолировать 1-й боливийский корпус защищавший Балливиан. Но боливийская авиация обнаружила скрытую дорогу, которую парагвайцы проложили в холмах и над которой они работали ночью. Боливийское командование решило позволить парагвайцам продвинуться до определённого рубежа, а затем окружить их превосходящими силами двух своих корпусов.
10 мая 1934 года 1-й парагвайский корпус продвинулся через промежуток между двумя боливийскими корпусами, не подозревая, что идёт в ловушку. Мощная боливийская 9-я дивизия в 14 000 человек, тайно переброшенная с севера и разделенная на две колонны, перерезала дорогу в тылу 5 500 солдат 7-й и 2-й парагвайских дивизий и в своем наступлении окружила парагвайский батальон, который, оказав упорное сопротивление, сорвал замысел противника. Из-за этой задержки боливийских полков 2-го корпуса, окружение с севера также не удалось. Благодаря задержке с закрытием двух клешней парагвайским полкам удалось уйти по тропам, не контролируемым противником, или прорваться с боями. Несколько батальонов 2-й парагвайской дивизии, потерявших ориентировку во время отступления, сдались. К 25 мая боливийской армии удалось захватить 67 офицеров и 1.389 солдат. Несмотря на частичный результат, победа укрепила моральный дух командования, бойцов и населения Боливии.

### «Блицкриг»

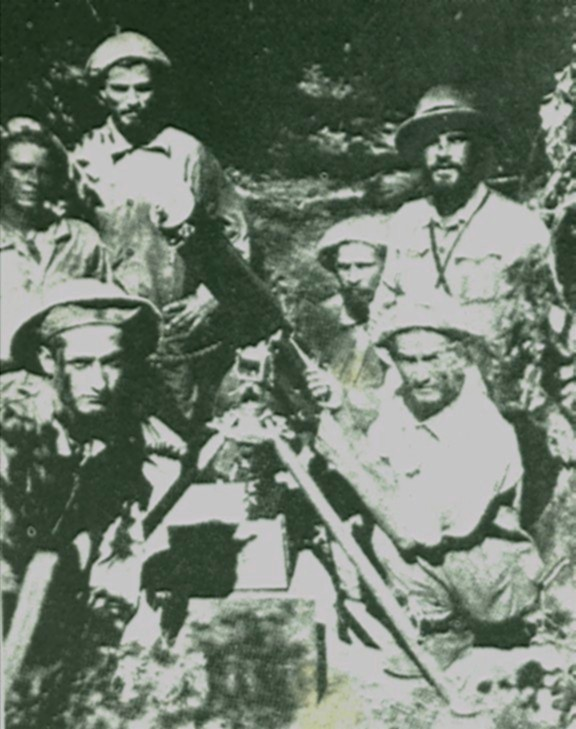
Парагвайские пулемётчики во время Чакской войны

Несмотря на неудачу в Каньяда-Стронгест, парагвайское командование настаивало на захвате Балливиана. С июня до середины августа 1934 года интенсивные атаки парагвайцев следовали одна за другой, изнуряя запертые в форте и окрестностях боливийские войска.
На северном фланге боевых действий полковник Р. Франко, посадив на грузовики своих солдат и выйдя 13 августа из Гаррапаталя, за восемь дней прошёл 250 километров и, тем самым совершив своеобразный «блицкриг», подошел к реке Парапети, исторической границе Боливии.
Одновременно 6-я парагвайская дивизия, наступавшая параллельно, повернула налево и 27 августа 1934 года вышла к Карандаити, замкнув окружение всей боливийской армии в районе Чако.
Обеспокоенное боливийское командование срочно создало 20-ти тысячный так называемый Кавалерийский корпус полковника Д. Торо, который с начала сентября начал преследование двух дивизий 2-го парагвайского корпуса Р. Франко, вынужденных оставить захваченные в результате «блицкрига» позиции и отступать на юг. Но контрнаступление боливийцев проходило так медленно, что только в конце ноября они заняли форт Пикуиба. Таким образом, то, что полковник Франко достиг за 16 дней (от Пикуибы до Карандаити), полковник Торо отбил в изнурительных и дорогостоящих трёхмесячных боях.

### Эль-Кармен

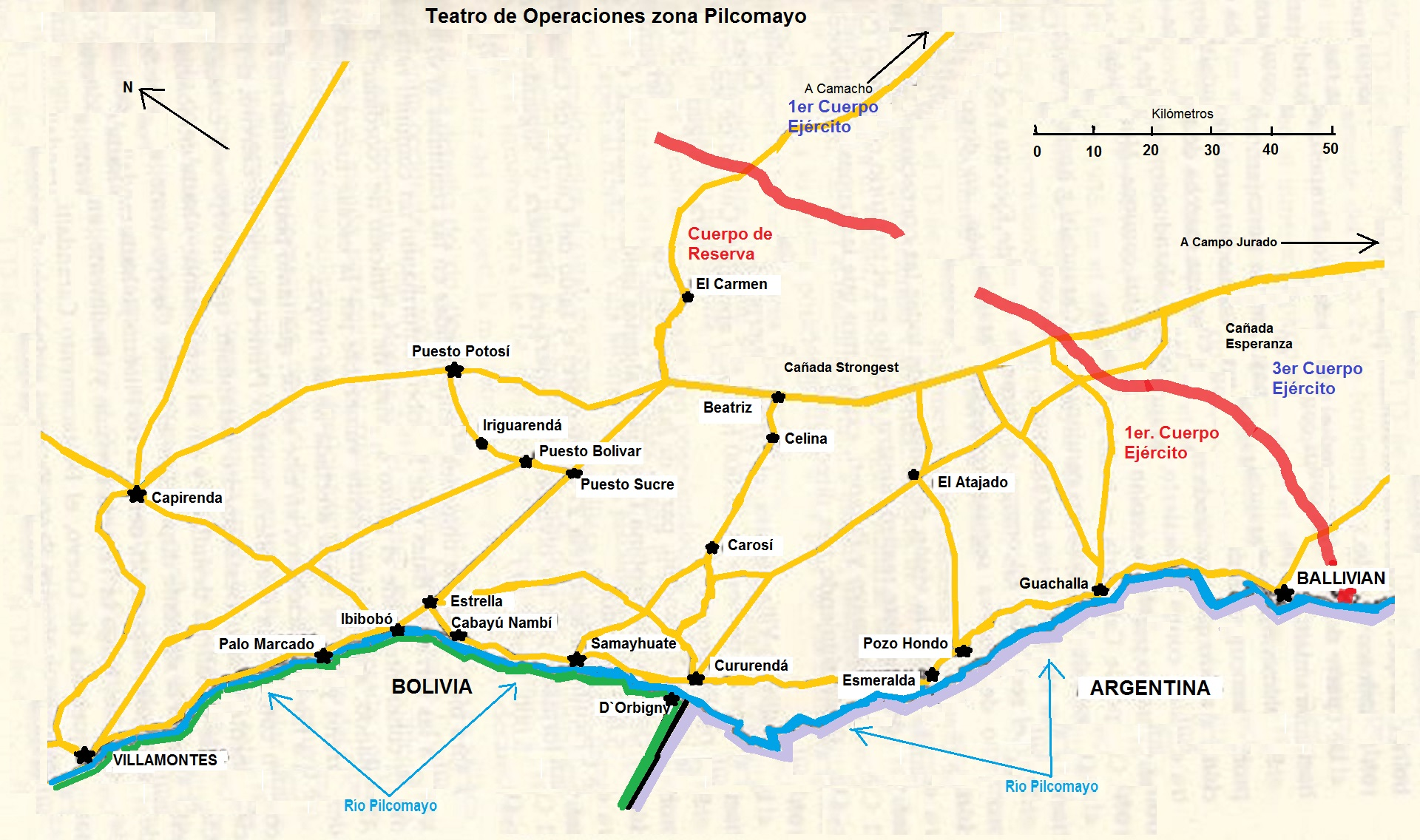
Театр военных действий в регионе реки Пилькомайо

10 ноября в южном секторе боевых действий три парагвайские дивизии неожиданно атаковали 1-ю боливийскую резервную дивизию под командованием полковника З. Мурильо, расположенную перед Каньяда-эль-Кармен, в центральном секторе, самом слабом участке боливийской линии. Двумя днями позже, 13 ноября 1934 года, силы 2-й парагвайской дивизии внезапно появились у форта Эль-Кармен, захватили склад боеприпасов дивизии и едва не захватили полковника Мурильо на его командном пункте. 16 ноября вся его дивизия была окружена, когда 8-я дивизия под командованием полковника Гарая и 2-я дивизия под командованием подполковника Р. Ортелладо вошли в его тыл. Другая боливийская дивизия, которая шла на помощь первой, не зная численности и намерений противника, также попала в ловушку. Две дивизии боливийского резервного корпуса численностью более 7.000 человек, измученные вражеским давлением, жарой и жаждой, сдались в плен. Было захвачено много вооружения и техники, поскольку эти дивизии готовились атаковать силы полковника Р. Франко с запада в районе Пикуиба.
В результате этого раскола боливийской армии на две части генерал Пеньяранда приказал немедленно оставить форт Балливиан на юге и быстро отступить к Вилья-Монтесу, прежде чем противник сможет отрезать ещё 18 000 человек. Так без боя пал мощный форт Балливиан, который был символом присутствия Боливии в Чако.
27 ноября 1934 года боливийские генералы арестовали президента Даниэля Саламанку, когда он прибыл в Вилья-Монтес, чтобы отстранить от командования армией генерала Пеньяранду. Военные заменили его вице-президентом Хосе Луисом Техада Сорсано.

### Ирендагуэ
5 декабря 1934 года переброшенная Эстигаррибией на северный сектор 8-я парагвайская дивизия полковника Эухенио А. Гарая начала марш и, пройдя 70 км при температуре в тени более 45 градусов, через три дня захватила форт и колодцы в Ирендагуэ, оставив без воды весь боливийский кавалерийский корпус, дислоцированный в пустыне между Пикуиба и Ла-Фай. Измученные жаждой боливийские солдаты начали сдаваться в плен. Парагвайцы захватили 3000 пленных, 60 миномётов, 79 крупнокалиберных пулемётов, 498 ручных пулемётов, 590 пистолетов-пулемётов, 11 200 винтовок и 200 грузовиков.

### Ибибобо
После поражения при Эль-Кармен и оставления Балливиана первый боливийский корпус (4-я и 9-я дивизии) под командованием полковника Э. Фриаса занял новую линию обороны в Ибибобо, в 70 км к северо-западу от Эль-Кармен. 28 декабря 1934 года, воспользовавшись дождем, парагвайская дивизия под командованием майора А. Рамоса, не сделав ни единого выстрела, проникла между двумя боливийскими дивизиями и преградила путь отходу 9-й дивизии. В результате паники дивизия распалась, 1200 боливийских солдат были взяты в плен и около 200 утонули при переправе через реку Пилькомайо.

### 1935 год. Последние бои
После этого поражения боливийская армия приготовилась к последнему сопротивлению у Вилья-Монтес. Захват этой базы позволял парагвайцам достичь предгорий Анд.
11 января 1935 года парагвайцы окружили и заставили отступить два боливийских полка. Парагвайцам также удалось в январе перекрыть дорогу между Вилья-Монтес и Санта-Крус.
7 февраля 1935 года около 5000 парагвайцев атаковали хорошо укреплённые боливийские рубежи возле Вилья-Монтес с целью захвата нефтяных месторождений, но были отброшены первой боливийской кавалерийской дивизией. Парагвайцы потеряли 350 человек и были вынуждены отступить на север.
6 марта Эстигаррибия снова сосредоточил все свои усилия на боливийских нефтяных месторождениях, на этот раз в Камири, в 130 км к северу от Вилья-Монтес. Командующий парагвайским 3-м корпусом генерал Р. Франко обнаружил брешь между двумя полками противника и приказал своим войскам атаковать, но они были остановлены. Боливийская кавалерия вынудила части Франко поспешно отступить. Парагвайцы потеряли 84 пленными и более 500 убитыми. Боливийцы потеряли почти 200 человек.
15 апреля парагвайцы прорвали боливийские рубежи на реке Парапети и захватили город Чарагуа. Боливийское командование перешло в контрнаступление, которое заставило парагвайцев отступить. Хотя план боливийцев не достиг цели — окружить целую дивизию противника, к 25 апреля им удалось взять 475 пленных.
12 июня, в день подписания соглашения о прекращении огня, парагвайские войска закрепились всего в 15 км от боливийских нефтяных месторождений в провинции Кордильера. При посредничестве Аргентины было заключено перемирие, фактически положившее конец войне.

## Мирная конференция. Мирный договор
1 июля 1935 года в Буэнос-Айресе открылась мирная конференция по Чако с участием представителей Боливии, Парагвая, Аргентины, Чили, Уругвая, Перу, Бразилии и США. Удалось почти сразу (2 июля 1935 года) провести демаркацию линии соприкосновения боливийских и парагвайских войск, позже были демобилизованы воюющие армии и 25 октября 1935 года конференция объявила войну законченной. В январе 1936 года был подписан Акт об обмене пленными, а сам обмен в основном завершился в августе того же года. 21 августа 1936 года Боливия и Парагвай подписали акт о восстановлении дипломатических отношений (фактически они были восстановлены в ноябре 1938 года). Официальный мирный договор был заключён 21 июля 1938 года и предусматривал передачу территориального спора на рассмотрение коллегии арбитров (Аргентина, Бразилия, Чили, Уругвай и США), которая 10 октября 1938 года окончательно определила линию боливийско-парагвайской границы на спорном участке. 23 января 1939 года Чакская конференция завершила работу.

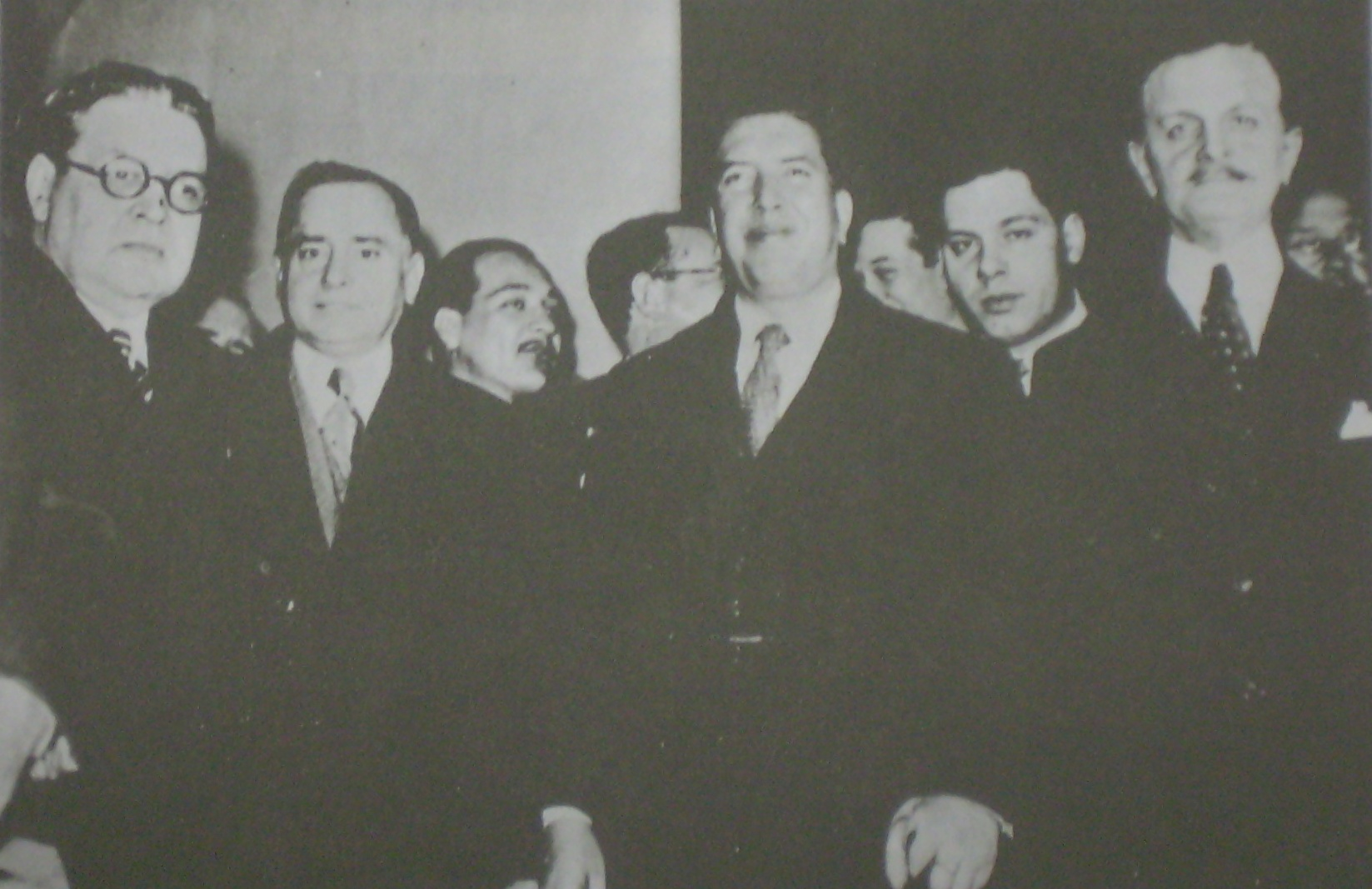
Подписание мирного договора

Парагвай получил 3/4 спорной территории Чако, и граница между Боливией и Парагваем в настоящее время проходит по этой линии. Боливия получила на коротком промежутке выход к реке Парагвай для постройки порта, а также право судоходства через территорию Парагвая.
Горькой иронией судьбы стало то, что нефть на спорной территории, за которую было пролито столько крови, тогда так и не нашли, и даже порт на реке Парагвай для её транспортировки оказался ненужным — экспорт боливийской нефти осуществляется по нефтепроводу через Бразилию.

## Людские потери
Число людских потерь даёт представление об истинном масштабе конфликта. Боливия с населением в три миллиона человек мобилизовала 210 000 человек. Из них около 60 000 были убиты, 23 250 взяты в плен. Парагвай, с населением 900 000 человек, мобилизовал 150 000 человек, потерял 31 500 человек убитыми и пропавшими без вести, а еще 2500 взяты в плен. Если сравнивать эти потери с общей численностью населения, только несколько стран, участвовавших в войнах в XX веке, имели более высокий процент потерь.

## Военный опыт
Война в Чако во многих отношениях была очень современной войной. Использовались танки, в переброске войск обе стороны полагались на автомобильный транспорт, разведка и непосредственная поддержка с воздуха была важной особенностью во многих сражениях. К концу войны обе стороны в боях стали широко применять фланговые охваты и обходы, поддержанные миномётным и пулемётным огнем. Обе стороны создали чрезвычайно эффективные системы для эвакуации раненых и больных с линии фронта по воздуху, спасая тем самым жизни тысяч солдат.

## Участие иностранных военных специалистов
С обеих сторон в войне участвовали добровольцы и наемный персонал из разных стран. В высшем командном составе обеих стран временами преобладали европейцы.
В Боливии генерал Ганс Кундт, ветеран Восточного фронта Первой мировой войны, командовал войсками с начала войны до декабря 1933 года, когда он был освобожден после ряда военных неудач. Также служило 120 немецких офицеров. Помимо Кундта, Боливия также получила советы в последние годы войны от чехословацкой военной миссии. На стороне Боливии сражалось более 107 нанятых офицеров-чилийцев.
В то же время в парагвайской армии служило 43 бывших российских офицеров, эмигрировавших из России (в том числе два белых генерала — И. Т. Беляев и Н. Ф. Эрн); 7 из них командовали полками и отдельными батальонами, погибли в боях, многие получили ранения. 
И те, и другие в своё время участвовали в Первой мировой войне и активно применяли её опыт во время боёв. Одним из таких был С. Л. Высоколян, офицер украинского происхождения Российской императорской, а затем парагвайской армии, хорошо проявивший себя в ходе войны и к её концу ставший начальником штаба одной из дивизий.
На более позднем этапе войны в обучении парагвайской армии принимала участие итальянская миссия.

## Окончательное урегулирование конфликта
27 апреля 2009 года в Буэнос-Айресе президенты Боливии (Эво Моралес) и Парагвая (Фернандо Луго), спустя семьдесят лет после окончания войны (от которой, по словам Луго, «пахло нефтью»), подписали договор об окончательном урегулировании государственной границы в Чакской области.

## Отражение в культуре
Кино
- 1935 — Буря над Андами / Storm Over the Andes — Кристи Кабанн / Christy Cabanne — США
- 1961 — Жажда / La sed / Hijo de hombre — Лукас Демаре / Lucas Demare —  Аргентина
- 2002 — Реквием по солдату / Réquiem por un soldado — Галья Хименес / Galia Giménez —  Парагвай
- 2005 — Земля / La tierra ardía — Мануэль Куэнка / Manuel Cuenca —  Парагвай
- 2015 — Бокерон / Boquerón — Тончи Антезана / Tonchy Antezana — Боливия
- 2018 — Искупление / La Redención — Эриб Годой / Hérib Godoy — Парагвай
- 2020 — Чако / Chaco — Диего Мондака / Diego Mondaca — Аргентина, Боливия

Литература
- «Сломанное ухо» — комикс Эрже про Тинтина (1935—1937), действие которого происходит на фоне Чакской войны
- «Сын человеческий» — роман Аугусто Роа Бастоса (1959), затрагивающий события Чакской войны